# Тайсей Йокусанкай
Тайсей Йокусанкай (на японски: 大政翼贊會) е японска крайнодясна фашистка организация, създадена през 1940 г. от тогавашния министър-председател Фумимаро Коное. Основната цел на Тайсей Йокусанкай е в случай на война да обедини нацията около император Хирохито. Буквално преведено името на партията означава Общество в подкрепа на Имперската власт.

## История
На 12 октомври 1940 г. по инициатива на премиера Фумимаро Коное политическата система в Япония е реформирана. След като империята си присъединява към Тристранния пакт, политическите партии са забранени. Като алтернатива възниква Общество в подкрепа на имперската власт, което установява тоталитарен режим. Тайсей Йокусанкай доминира над целия обществен и икономически живот в империята. Лидерът на организацията е министър-председател, местните управници са лидери на регионалните щабове на Обществото.
Обществото в подкрепа на имперската власт оказва пряко влияние върху организации като Великояпонската младежка партия, Великояпонската женска асоциация, паравоенната организация Йокусан Сонендан.
През 1942 г. правителството на Хидеки Тоджо насрочва парламентарни избори, чрез система, в която специална комисия одобрява кандидат-депутатите. Обществото в подкрепа на трона печели 381 места от 466 възможни.
Тайсей Йокусанкай е на власт в Япония почти до края на Втората световна война. Организацията се разпада на 13 юни 1945 г., малко преди капитулацията на империята.

## Идеи
Преди създаването на Тайсей Йокусанкай, Коное национализира икономиката, медиите, работиническите съюзи. Организацията подкрепя експанзивната политика на Япония и войната с Китай. Затова е създаден Закон за националната мобилизация.
Основано е Национално духовно мобилизационно движение, което да организира патриотични мероприятия и да повдига националния дух. В подкрепа на милитаристичната политика се издигат слогани като Целият свят под един покрив и Японски дух, за да се „възстановят духа и традициите на стара Япония“.
По време на управлението на Обществото в подкрепа на трона се засилва пропагандата на шовинизъм, милитаризъм и антикомунизъм. Основен апарат на властта е имперската полиция кокутай.
За спазване на обществения ред е въведено тонаригуми – обучение за гражданска защита и сигурност в групи от 10 – 15 семейства.
Членовете на Тайсей Йокусанкай са също милитаризирани, носещи военни униформи и подлежащи на военна подготовка.

## Ръководители
- Фумимаро Коное (1940 – 1941)
- Хидеки Тоджо (1941 – 1944)
- Куниаки Коисо (1944 – 1945)
- Кантаро Судзуки (1945)